# Fongalaki-ke-lalo
Fongalaki-ke-lalo is een klein onbewoond eiland aan de noordrand van Tokelause atol Atafu. Het eiland ligt 70 m oostelijk van het hoofdeiland Atafu en 460 m westelijk van Fongalaki-matangi.
Atafu · Fenualoa · Fongalaki-ke-lalo · Fongalaki-matangi · Laualalava · Hakea Lahi i Lalo · Hakea Lahi ki Matagi · Hakea o Apelamo · Hakea o Fata · Hakea o Himi · Hakea o Hoi · Hotoma · Kenakena · Komulo · Malatea · Malo o Futa · Matu o Tenumi · Motu Atea · Motu o te Fala · Motu o te Lakia · Motu o te Niu · Motu Fakaka kai · Motu Fakalalo · Na Hapiti · Na Utua · Niuefa · Tagi a Kuli · Tama Hakea · Tamaheko · Te Alofi · Te Hepu · Te Kapi · Te Oki · Te Puka · Tulua a Kava · Tulua a Kovi · Ulugagie